# Pico, Frosinone
Pico là một đô thị ở tỉnh Frosinone, vùng Lazio của Italia. Pico giáp các đô thị San Giovanni Incarico, Campodimele, Pontecorvo, Pastena và Lenola.
Đô thị này thuộc Comunità Montana Monti Ausoni.